# Klima Update
Das Klima Update ist ein deutsches Fernsehmagazin von RTL mit dem Schwerpunkt Klimawandel. Die Sendung wird immer donnerstags und samstags gegen 19:05 Uhr im Anschluss an RTL aktuell gesendet und abwechselnd von Christian Häckl und Bernd Fuchs moderiert. Erstausstrahlung war am 8. Juli 2021.
In rund 60 Sekunden wird über die Folgen der Klimaproblematik aufmerksam gemacht und das Bewusstsein für das Klima gestärkt. Zur Berichterstattung zählen dazu Themen wie beispielsweise Umwelt- und Naturschutz sowie Nachhaltigkeit. Das Klima Update entsteht in Partnerschaft mit Geo und der Initiative „KLIMA° vor acht“.

## Klima Update Spezial
Das Klima Update Spezial ist eine circa 15-minütige lange Ausgabe, die seit dem 28. Januar 2022 regelmäßig einmal pro Monat auf n-tv ausgestrahlt wird. Das Magazin soll nach Senderangaben „konkrete, nachhaltige Lösungsansätze“ bieten. Die Sendung wird gemeinsam von Clara Pfeffer und Maik Meuser moderiert.

## Nominierung für den Grimme-Preis 2022
Die RTL-Wetterredaktion wurde für die Konzeption des Klima Update für den Grimme-Preis 2022 in der Kategorie „Information & Kultur“ nominiert.